# Orontes
Orontes (arab. ‏العاصي‎, tur. Asi, stgr. Ὀρόντης, Oróntēs) – rzeka przepływająca przez Liban, Syrię i Turcję. Długość – 540 km (niektóre źródła podają 400 km). Najważniejsze dopływy – Kara Su i Odi Meidani. Nad Orontesem leżą między innymi Hims, Hama i Antiochia Syryjska, a u ujścia – portowe miasto Samandağ. Rzeka nie jest żeglowna ani spławna.
Dolina Orontesu od starożytności stanowi korytarz komunikacyjny między Azją Mniejszą a Egiptem. Rzeka wypływa w górach Liban, w dolinie Bekaa, niedaleko Baalbeku i płynie na północ doliną między górami Liban i Antyliban. W początkowym biegu stanowi granicę między Syrią a Libanem. Na odcinku syryjskim wody Orontesu są intensywnie wykorzystywane do nawadniania. Niedaleko Himsu rzeka tworzy sztuczne jezioro Kattina, istniejące od starożytności. W Hamie od starożytności działają norie – olbrzymie (do 20 m średnicy) drewniane koła, napędzane przez prąd rzeki, które czerpią wodę do akweduktów doprowadzających ją na pola. Za Hamą Orontes przepływa przez żyzną dolinę al-Ghab, stanowiącą niegdyś moczary. Biegnąc na północ rzeka napotyka barierę wzgórz Dżisr al-Hadid, przed którą zatacza obszerny łuk na zachód, przecina obecną granicę syryjsko-turecką i wkracza na równinę Antiochii. Rzeka opływa dzisiejszą Antiochię od północy, gdzie przyjmuje dopływy Afrin i Kara Su. Dawniej na tym odcinku Orontes tworzył Jezioro Antiocheńskie, obecnie osuszone. Za Antiochią rzeka zmienia kierunek na południowo-zachodni i wpada do Morza Śródziemnego na terenie tureckiej prowincji Hatay. U ujścia Orontesu od starożytności istnieje port – w czasach Seleucydów i Cesarstwa Rzymskiego miasto Seleucja Pieria, obecnie, kilka kilometrów na północ od jego lokalizacji, miasto Samandağ.
Podziału wód Orontesu dotyczy umowa między Syrią a Libanem z 20 września 1994, mocą której zużycie wód przez Liban zostało ograniczone, natomiast Syria zobowiązała się do finansowania ewentualnej melioracji rzeki na terenie Libanu.